# Mantalsränta
Mantalsränta, även extra ordinarie ränta, var en sammanfattande benämning på ett antal extraskatter, bevillningar, som under 1600-talet beviljades av ständerna vid behov, men som samlades och permanentades 1718 under benämningen Hemmantalsränta. Skatterna betalades i förhållande skattekraften mätt i mantal.
Vid sidan av mantalsräntan togs även jordeboksräntan ut, även kallad ordinarie ränta.